# Le Monde perdu (série télévisée)
Pour les articles homonymes, voir Lost World (homonymie) et Le Monde perdu.
Le Monde perdu (The Lost World ou Sir Arthur Conan Doyle's The Lost World) est une série télévisée en coproduction Canada, Australie et Nouvelle-Zélande en un pilote de 90 minutes et soixante-quatre épisodes de 42 minutes, créée d'après le roman éponyme d'Arthur Conan Doyle. Le pilote a été diffusé le 3 avril 1999 sur TNT et la série a été diffusée entre le 2 octobre 1999 et le 13 mai 2002 en syndication aux États-Unis et sur Space au Canada.
En France, la série a été diffusée à partir du 8 septembre 2000 sur M6.

## Synopsis
Considéré comme un fabulateur par ses collègues scientifiques, le professeur Challenger veut prouver l'existence d'un monde préhistorique perdu au cœur de l'Amazonie. Il monte à cette fin une expédition à laquelle prennent également part Ned Malone, un reporter à la recherche d'un article retentissant, Lord John Roxton, un chasseur professionnel en quête d'une proie hors du commun, le professeur Summerlee, un grand botaniste attiré par la perspective d'espèces inconnues, et Marguerite Krux, une riche aventurière qui finance l'équipée mais dont les motivations demeurent mystérieuses. L'expédition est un succès quand, après moult péripéties, ils découvrent enfin ce monde perdu. Mais la montgolfière qui leur servait de moyen de locomotion est détruite par un violent orage, anéantissant tous leurs espoirs de retour vers la civilisation. C'est alors qu'ils rencontrent Veronica Layton, une jeune femme qui vit sur le plateau depuis l'âge de neuf ans...

## Distribution
- Peter McCauley (en) (VF : Patrick Messe) : George Challenger
- Rachel Blakely (VF : Ève Lorach) : Marguerite Krux
- Will Snow (VF : Pierre Laurent) : Lord John Roxton
- David Orth (VF : Thierry Ragueneau (saison 1) puis Fabien Briche) : Ned Malone (sauf dans l'épisode-pilote, où le rôle était tenu par le comédien William de Vry)
- Jennifer O'Dell (VF : Josy Bernard) : Veronica Layton
- Michael Sinelnikoff (en) (VF : Marc Cassot) : Dr Arthur Summerlee (uniquement durant la saison 1)
- Lara Cox : Finn (uniquement durant la saison 3)
- Version française :
  - Sociétés de doublage : Libra Films[1]
  - Direction artistique : Pierre Valmy[1]

Sources V. F. : Doublage Séries Database

### Les Personnages Principaux

#### Georges Challenger
Il est réfléchi et sage.

#### John Roxton
Il a des sentiments pour Marguerite. John semble suffisamment apprécier Challenger pour risquer sa propre vie comme lorsqu'il retient le professeur par la main après que le pont subisse une violente explosion à cause du Commandeur alors que lui-même était dans une situation délicate.

#### Marguerite Krux
Elle est une femme ambitieuse qui s’intéresse aux objets de valeur en espérant devenir encore plus riche à la fin de l'expédition. Néanmoins, Marguerite a du cœur puisqu'elle sera au chevet de Summerlee souffrant de la piqûre d'une abeille géante.

#### Arthur Summerlee
Il est le doyen de la bande. Pendant un voyage, sa femme Hannah a contracté la fièvre tiphoïde. Il se sent lâche de ne pas avoir été à ses côtés pendant ses durs instants.

#### Veronica Layton
C'est une femme blonde courageuse et débrouillarde (mélange de Tarzan et d'amazone). Veronica vivait en solitaire avant l'arrivée du groupe d'explorateurs. Elle semble d'ailleurs préférer sa nouvelle vie. Elle recherche ses parents.

### Les Personnages secondaires (dans l'ordre d'apparition dans la série)
- Assai est la fille de le Chef des Zanga, et une amie de Veronica.
- Le Commandeur. Il est le Chef des Hommes Lézards. Il s'intéresse à la poudre dont lui a parlé Marguerite.
- Adama est la mère d'Elura. Elle est l'une des seules survivantes de son village qui a été attaqué par des abeilles géantes à la suite du vol de la gelée royale par un des habitants.
- Élura est une humaine vivant recluse dans une ruche.
- Lady Cassandra Yorkton est la reine d'un groupe d'indigènes qui ont capturé Georges Challenger.
- Renata est la deuxième fille du professeur William. Elle ignore ses véritables origines dont son père tient à garder secret.
- Le Dr William Argrove est un vieil ami de George. Il est le père de Renata. C'est une personne qui est fasciné par la science. Il pensait que George et ses coéquipiers le cherchait.
- Renata (mentionnée) est la fille du professeur William qui est morte 20 ans plus tôt par rapport aux évènements qui se passe dans l'épisode 14 à Londres. George était à son enterrement.

## Quelques espèces du monde perdu

### Les Humains
- Le Groupe d'exploration de Challenger

Il rassemble les personnages principaux de la série.
- Les Hommes singes

C'est un peuple plutôt agité / agressif comme lorsque l'on voit deux spécimens se battre violemment afin de se reproduire avec Renatta. Ils ont pour armes principalement des massue.
- Les Amazones
- Les Druides
- Les Gardiens

Ils protègent la Porte du Destin. Leurs tenues ressemble à des nomades.
- Les Cannibales (peuple indigène)

Ils font des échanges avec les amazones et ne les attaquent pas.
- Les Coupeurs de tête (peuple indigène)

Ce sont des indigènes tout blanc qui utilisent des arcs et des sarbacanes.
- Les Indigènes de Lady Cassandra

Ils sont maquillés aux visages et ont la peau noire. Les indigènes ne savent pas parler par contre ils chassent en groupe avec des lances et de longs boucliers blancs. Ils ont une reine (la britannique Lady Cassandra).
- Les Pirates

### Les Animaux
Ils sont très répandus dans le monde perdu entre abeilles géantes, les longs cous, tyrannosaures, raptors et bien d'autres.
- Les Dinosaures
- Les Hommes Lézards

Ils sont mauvais. Leur société rappelle celle des Romains (arène de gladiateurs, armures, esclaves).

## Épisodes

### Première saison (1999-2000)
- Épisode 1 : La découverte, partie 1 (Pilot Part 1 : The Journey Begins)
- Épisode 1 : La découverte, partie 2 (Pilot Part 2 : Stranded)
- Épisode 2 : La Cité des lézards (More Than Human)
- Épisode 3 : Les Abeilles géantes (Nectar)
- Épisode 4 : La Grotte des frayeurs (Cave of Fear)
- Épisode 5 : Sorcellerie (Salvation)
- Épisode 6 : Les Vampires (Blood Lust)
- Épisode 7 : La Légende des druides (Out of Time)
- Épisode 8 : L’Arbre de jouvence (Paradise Found)
- Épisode 9 : L’Esprit du démon (The Beast Within)
- Épisode 10 : Les Créatures de l’ombre (Creatures of the Dark)
- Épisode 11 : La Révolte des sacrifiés (Tribute)
- Épisode 12 : Un dieu vivant (Absolute Power)
- Épisode 13 : Les Héritiers de la table ronde (Camelot)
- Épisode 14 : Mutation génétique (Unnatural Selection)
- Épisode 15 : La Porte du destin (Time After Time)
- Épisode 16 : L’Orchidée bleue (Prodigal Father)
- Épisode 17 : L’Usurpateur (Birthright)
- Épisode 18 : L’Épée de cristal (Resurrection)
- Épisode 19 : L’Élu (The Chosen One)
- Épisode 20 : Prophéties (Prophecy)
- Épisode 21 : Vers un monde meilleur (Barbarians at the Gate)

### Deuxième saison (2000-2001)
- Épisode 1 : Le Serpent de mer (All or Nothing)
- Épisode 2 : Bienvenue chez les amazones (Amazons)
- Épisode 3 : La Saison touristique (Tourist Season)
- Épisode 4 : Le Château hanté (Stone Cold)
- Épisode 5 : Lord John terrassant le dragon (Divine Right)
- Épisode 6 : La Grotte étincelante (Skin Deep)
- Épisode 7: Dilemme (London Calling)
- Épisode 8 : Le Géant d'Eldorado (The Prisoner)
- Épisode 9 : Le Secret du professeur (The Games)
- Épisode 10 : La Fontaine de jouvence (The Source)
- Épisode 11 : Retour à la maison (Trophies)
- Épisode 12 : La Prêtresse vaudou (Voodoo Queen)
- Épisode 13 : Le Peuple de la fleur (The Quardian)
- Épisode 14 : Créatures en fusion (Under Pressure)
- Épisode 15 : Le Village mystérieux (The Outlaw)
- Épisode 16 : Pitié pour les robots (Quality of Mercy)
- Épisode 17 : Le cailloux magique (Mark of the Beast)
- Épisode 18 : Mystérieux ectoplasmes (Survivors)
- Épisode 19 : Le trésor maudit du pirate (The Pirate's Curse)
- Épisode 20 : Le visiteur (The Visitor)
- Épisode 21 : Sur les traces de Summerlee (A Man of Vision)
- Épisode 22 : Le vaisseau fantôme (Into the Fire)

### Troisième saison (2001-2002)
1. L'Inattendu (Out of the Blue)
2. Les voyageurs (The Travelers)
3. Œil pour œil (An Eye for an Eye)
4. Esprits (True Spirit)
5. Le couteau (The Knife)
6. Le feu du ciel (Fire in the Sky)
7. La colline de l'homme mort (Dead Man's Hill)
8. Une victoire creuse (Hollow Victory)
9. L'appel des sorcières (A Witch's Calling)
10. Frères d'armes (Brothers in Arms)
11. L'âge de glace (Ice Age)
12. Le but (The End Game)
13. Fantômes (Phantoms)
14. Le secret (The Secret)
15. Finn (Finn)
16. Soupçons (Suspicion)
17. Les imposteurs (The Imposters)
18. L'élixir (The Elixer)
19. Tapisserie (Tapestry)
20. L'héritage de Veronica (Legacy)
21. Pris au piège (Trapped)
22. Au cœur de l'orage (Heart of the Storm)